# Воротнаванк
Воротнаванк (арм. Որոտնավանք) — средневековый армянский монастырский комплекс, расположенный между селами Вагатин и Воротнаван в Сюникской области Армении с видом на воротанское ущелье, основанный в 1000 году.

## История
История Воротнаванка восходит к крестителю Армении – Григорию Просветителю. Согласно историку Степаносу Орбеляну, первая церковь – Святого Григория – была основана здесь самим Просветителем в IV веке. Затем она была перестроена отшельником, отцом Степаносом. Церковь была местом паломничества: она славилась чудесной способностью исцелять от змеиного укуса.
В 1000 году супруга сюникского царя Смбата Орбеляна, царица Шаандухт (из рода Багратидов) рядом с руинами церкви Св. Григория построила сводчатую церковь Св. Степаноса.
В 1007 г. младший сын Шаандухт, брат Сюникского царя Васака, князь Севада построил церковь Сурб Карапет.
Монастырь пережил нашествие турок-сельджуков и татаро-монголов под предводительством Тамерлана. После этого он не раз восстанавливался, но сильно пострадал от землетрясения 1931 года. Последние реставрационные работы в монастыре Воротнаванк проведены в 2013 году.
Монастырь Воротнаванк был центром письменности. Здесь жили и работали известный армянский философ Ован Воротнеци, Григор Татеваци и многие другие.

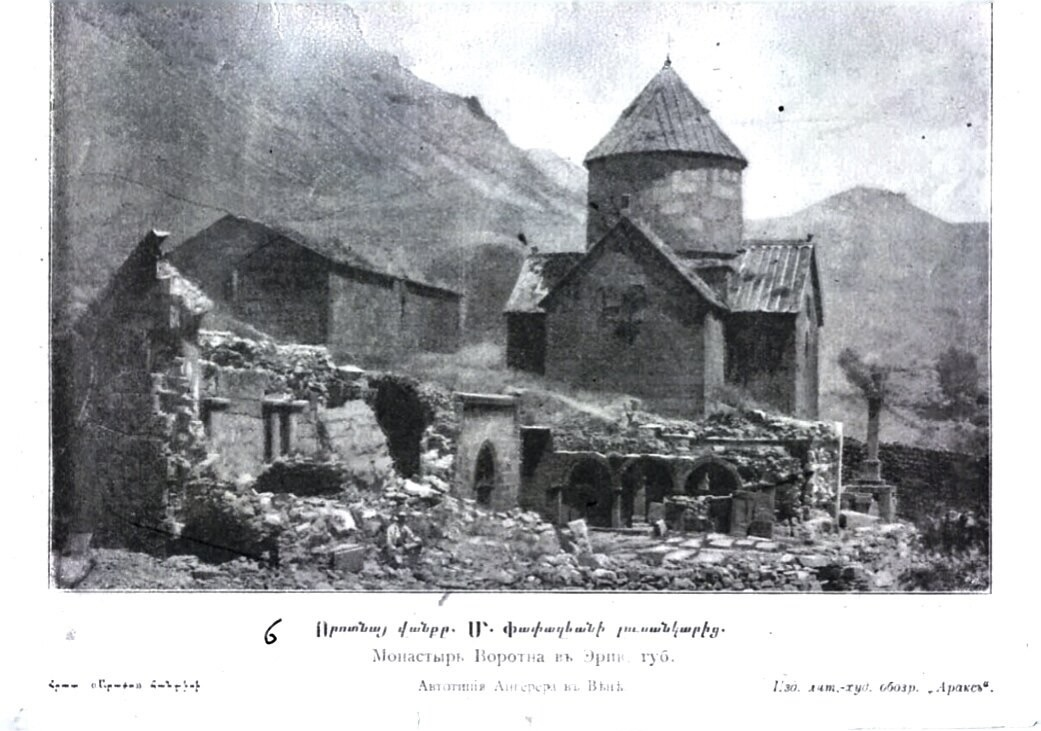
Монастырь в 1988 году

## Устройство комплекса
Монастырский комплекс состоит из церквей Св. Григория, Св. Степаноса, Св. Карапета, внутреннего двора, колонного зала, гостевого дома, а также вспомогательных построек, ограды и кладбища.
Во дворе монастыря царица Шаандухт установила восьмигранную колонну, подобную той, что стоит во дворе Татевского монастыря. Колонна – символ епископской власти, свидетельствует о том, что в монастыре посвящали в сан монахов и венчали на царство князей. Она была разрушена землетрясением 1931 года.

## Восстановительные работы
С разрешения министерства культуры РА, восстанавливается единственная фреска в церкви Сурб Карапет храмового комплекса Воротнаванк. Предполагается, что фреска была создана в X веке и является единственной в своем роде.

## Фотогалерея

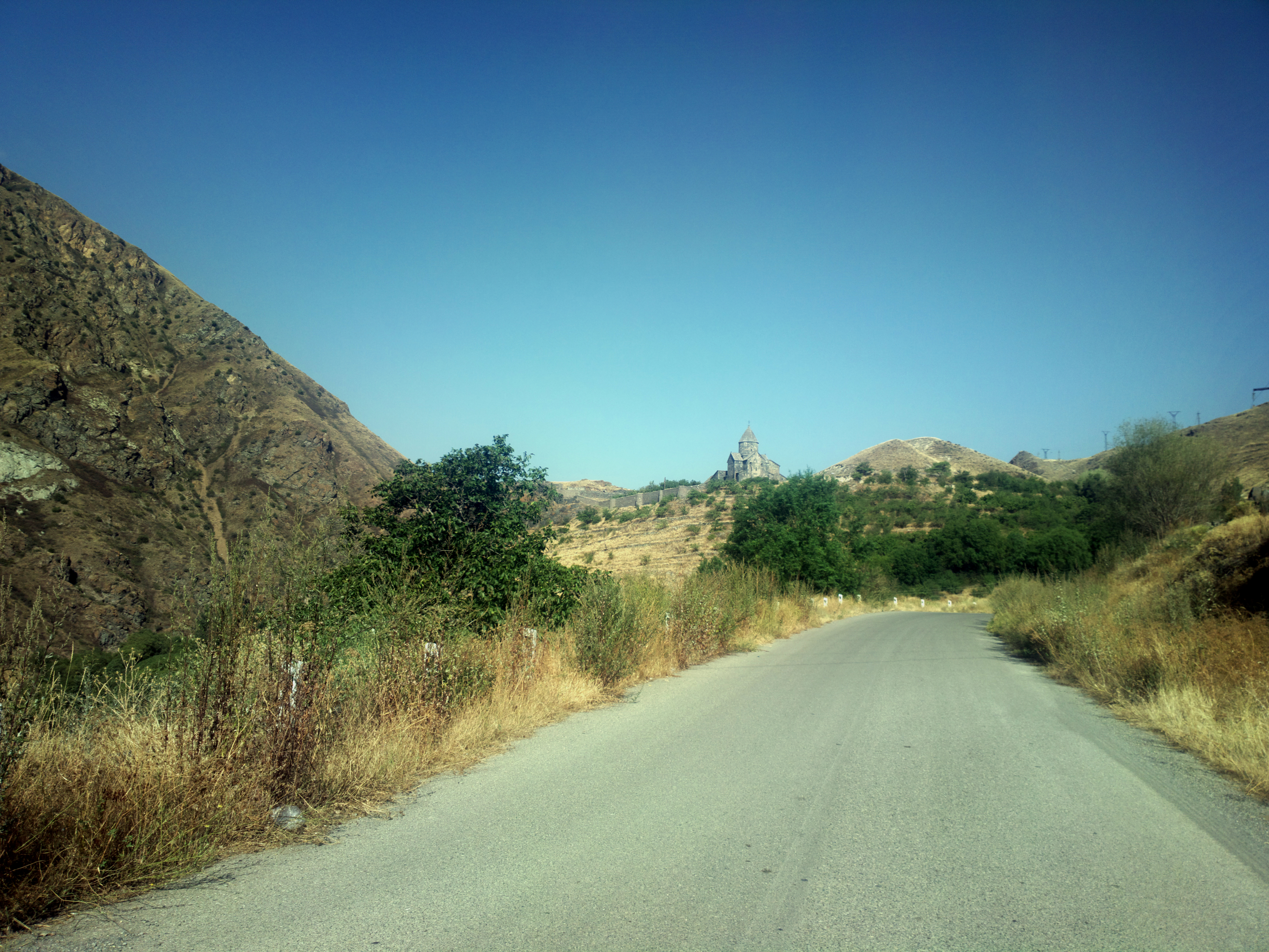
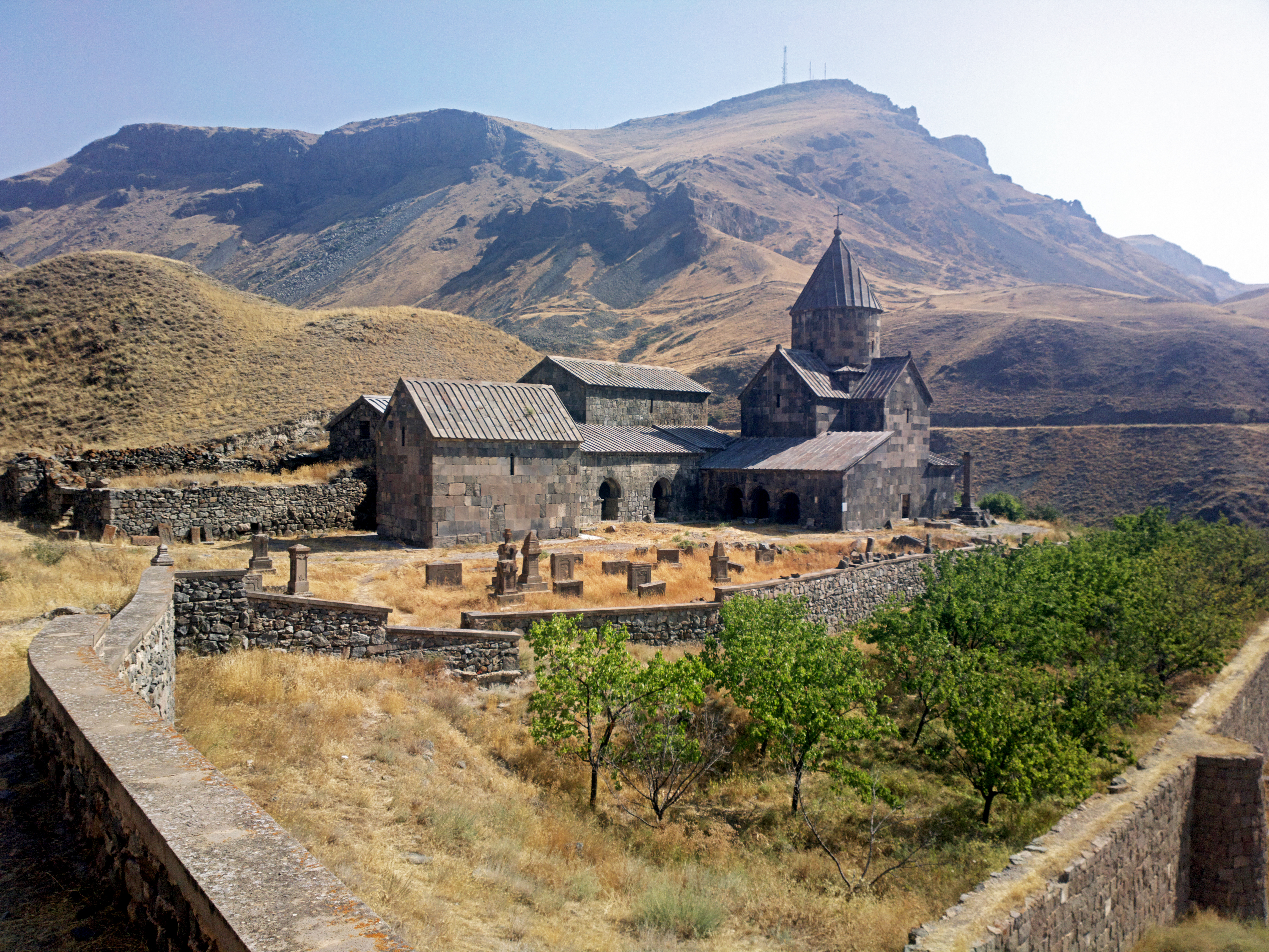
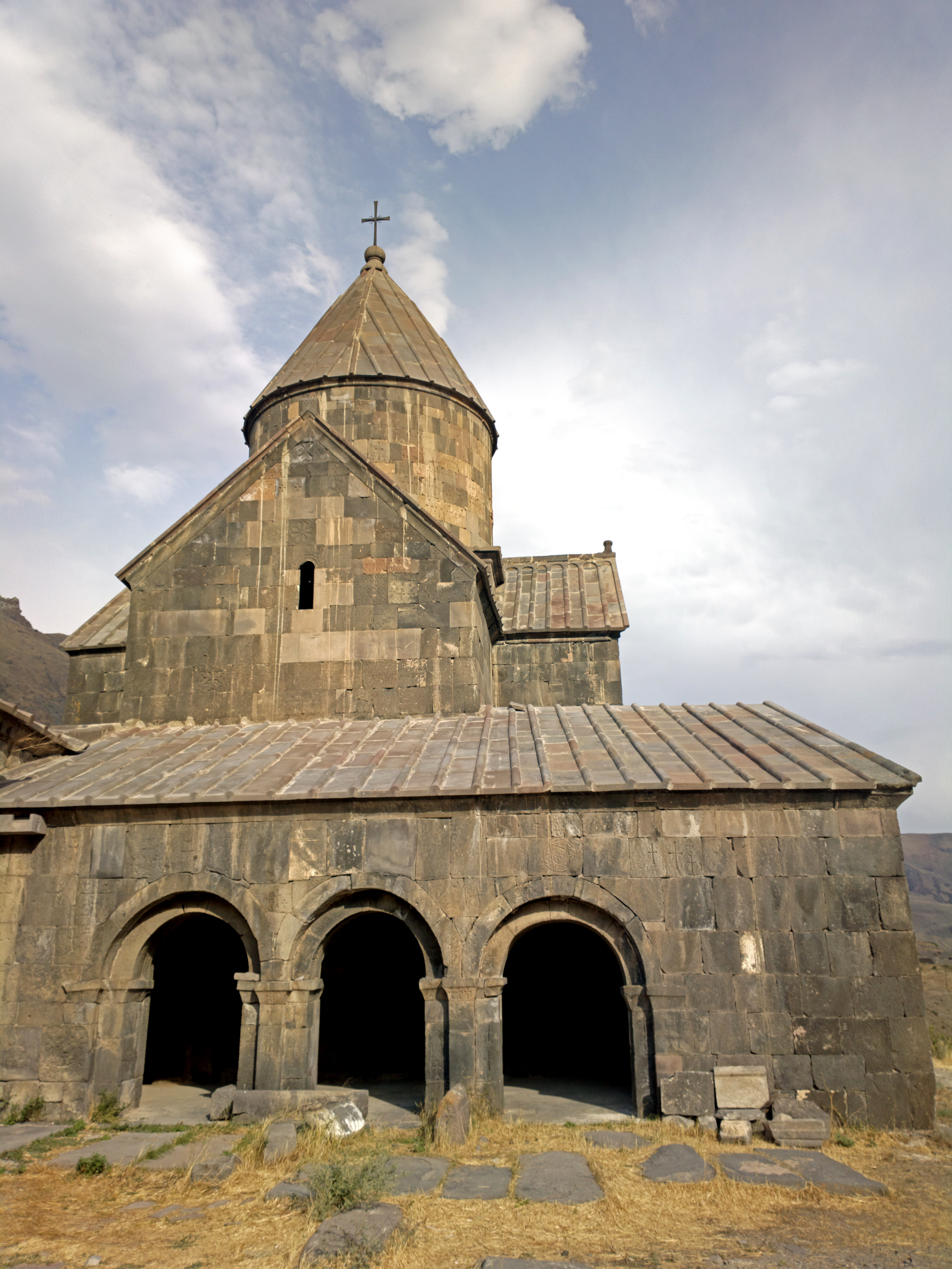
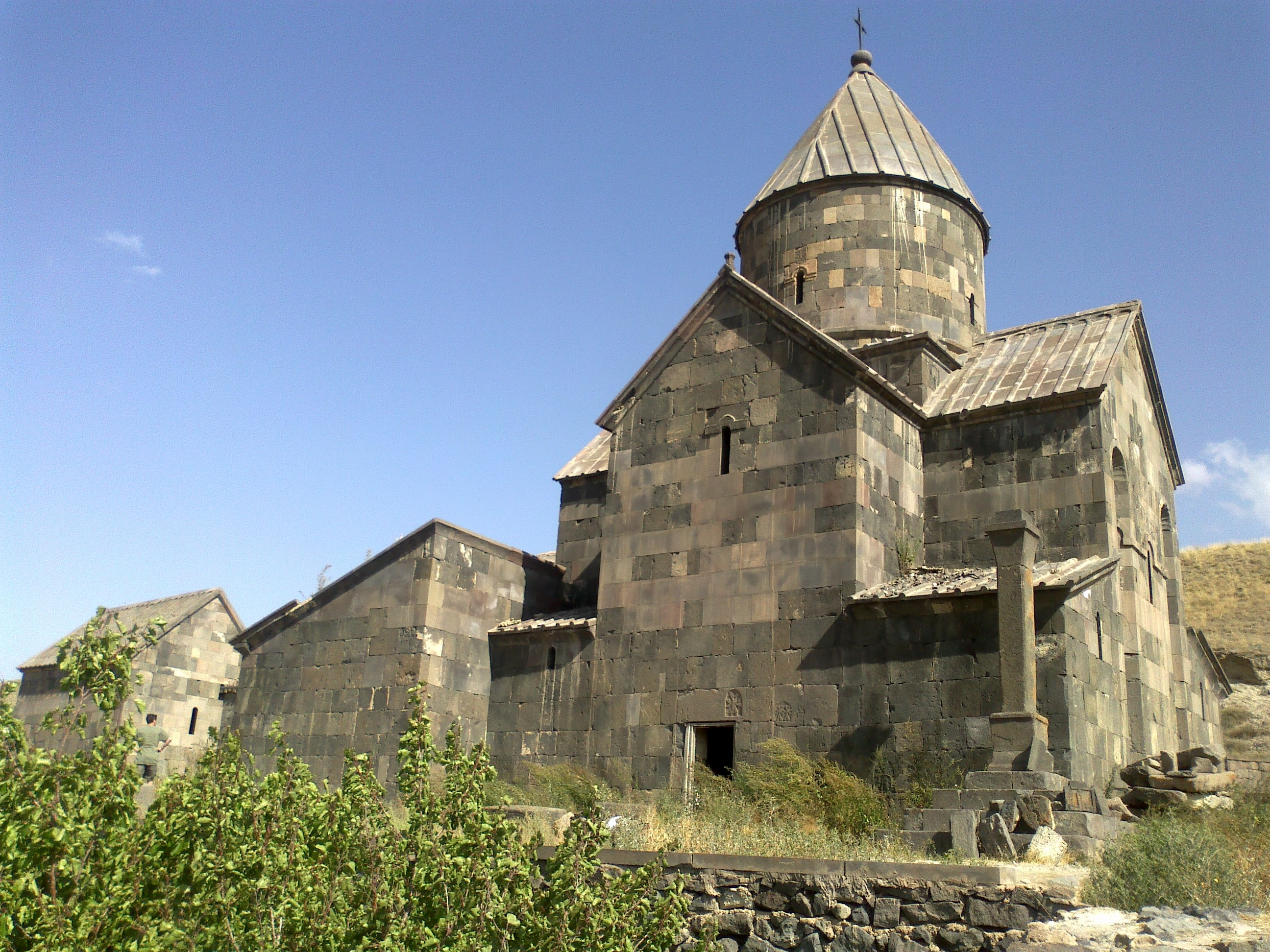
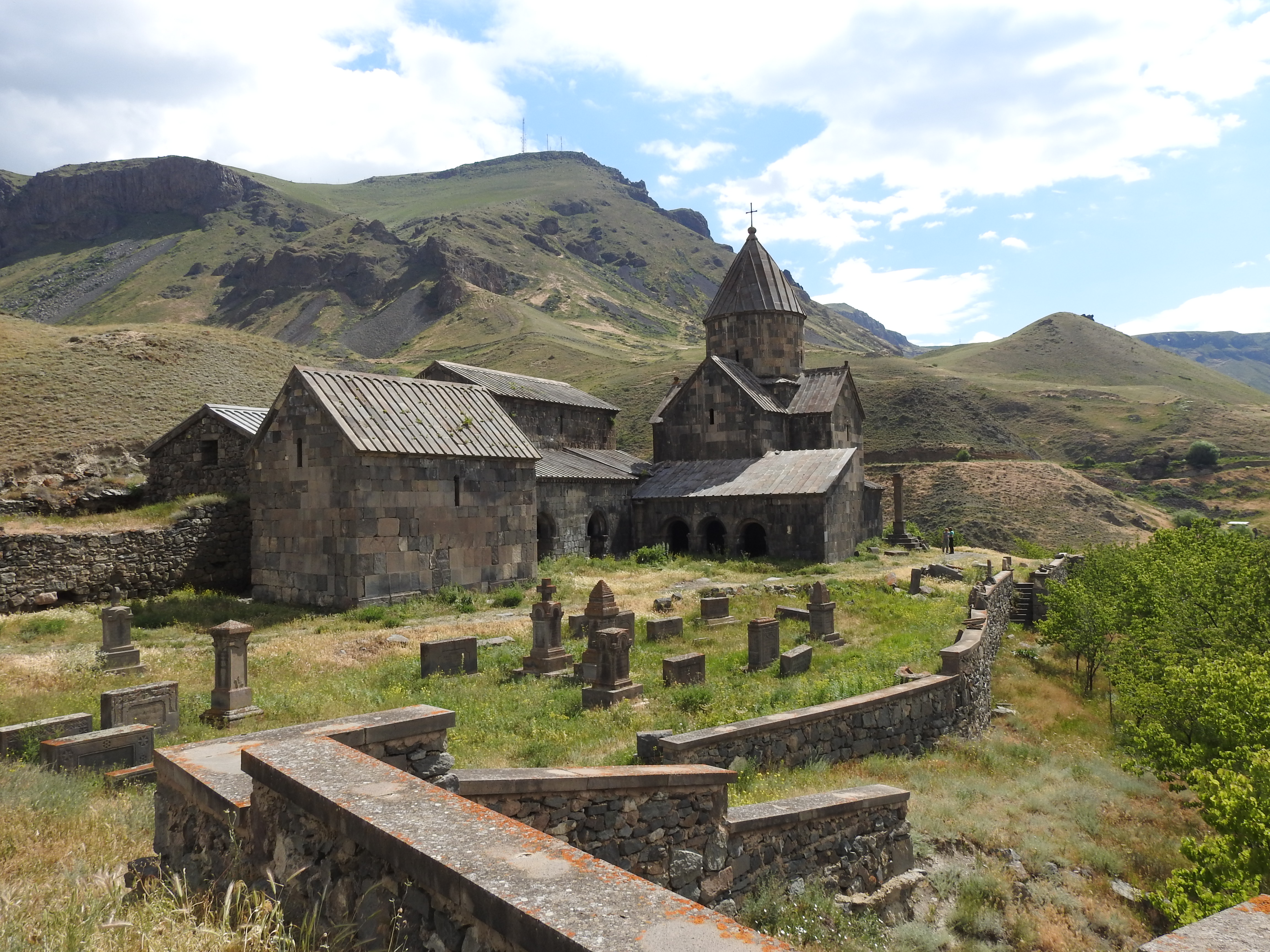
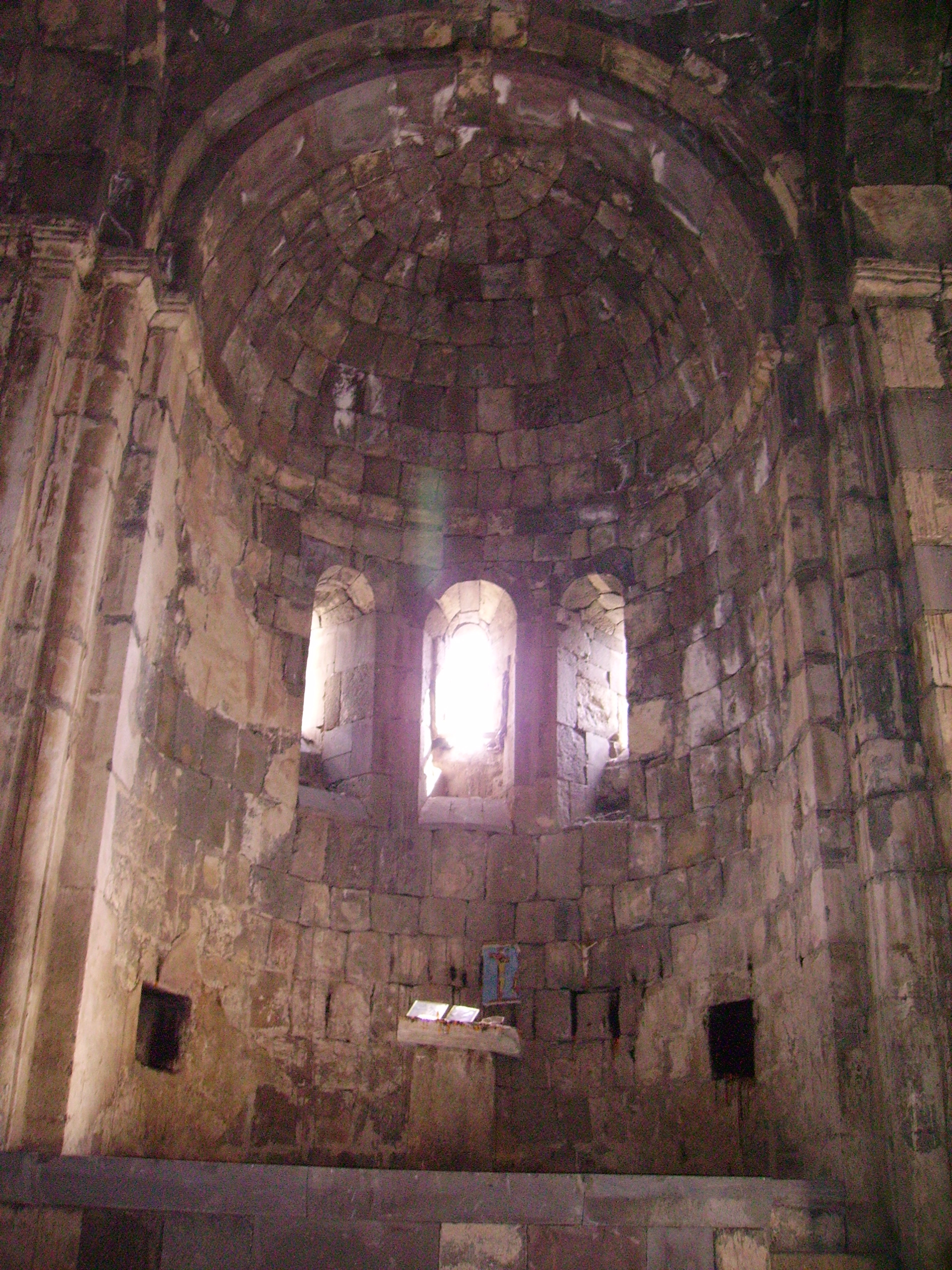
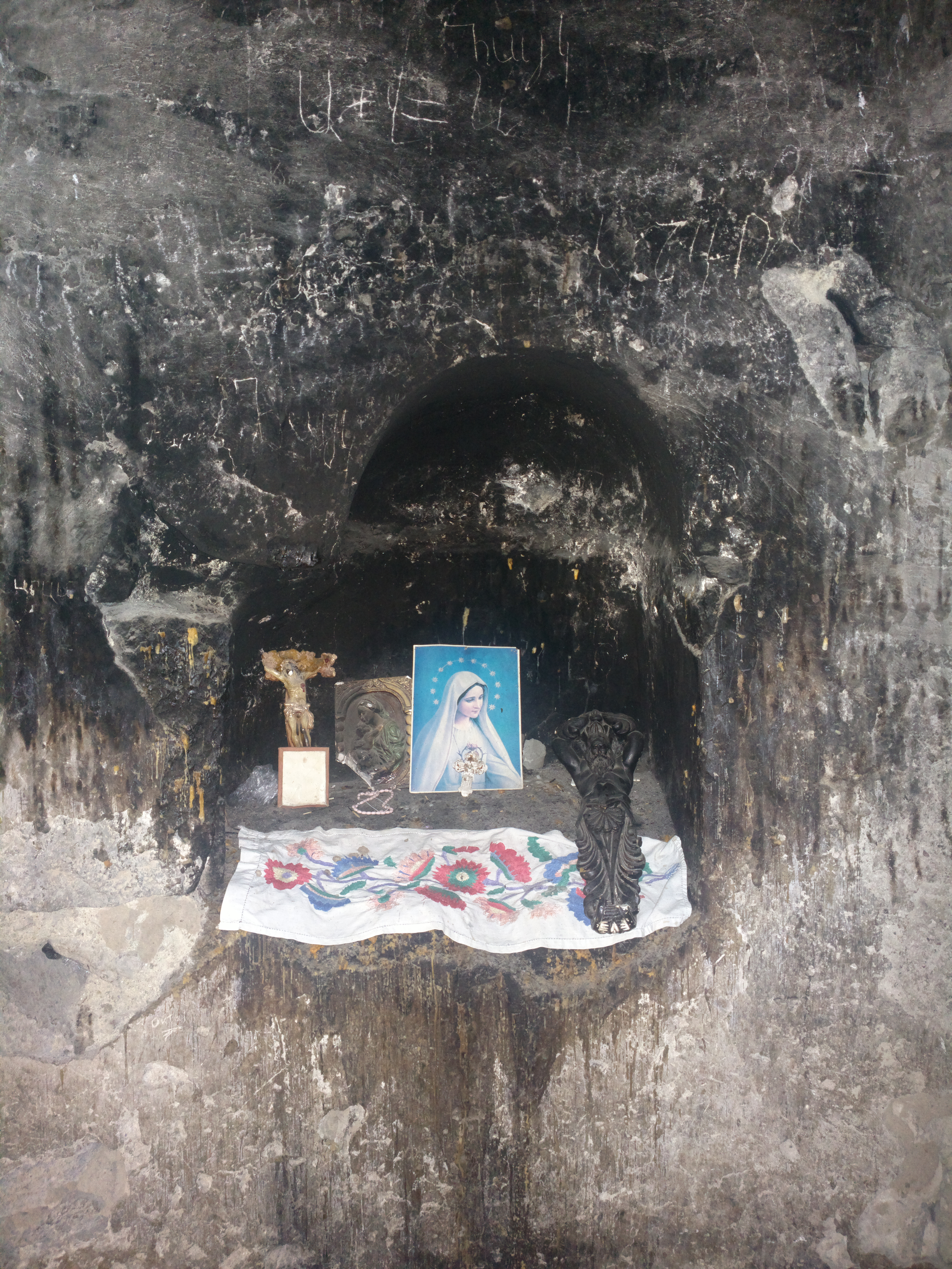
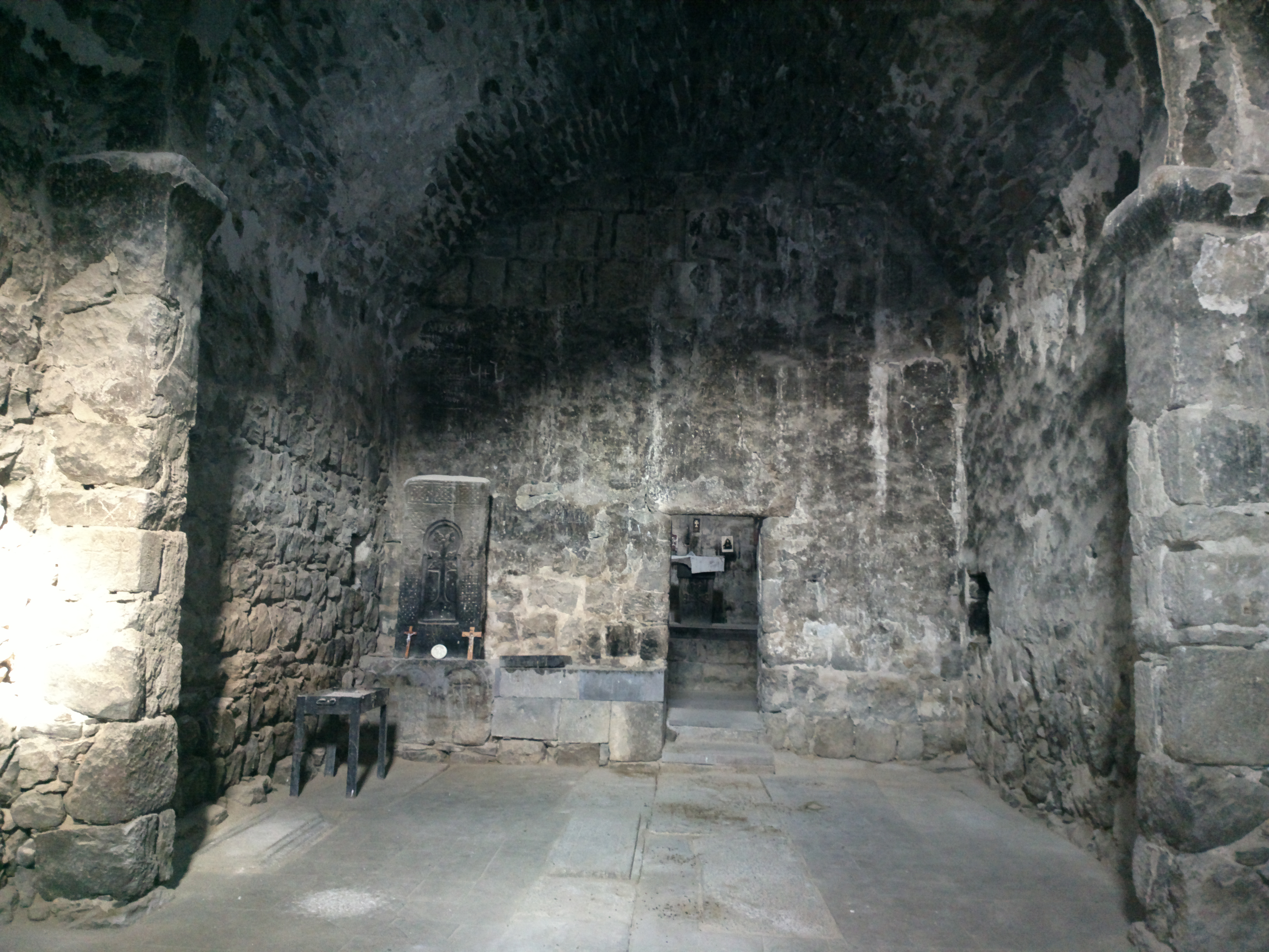
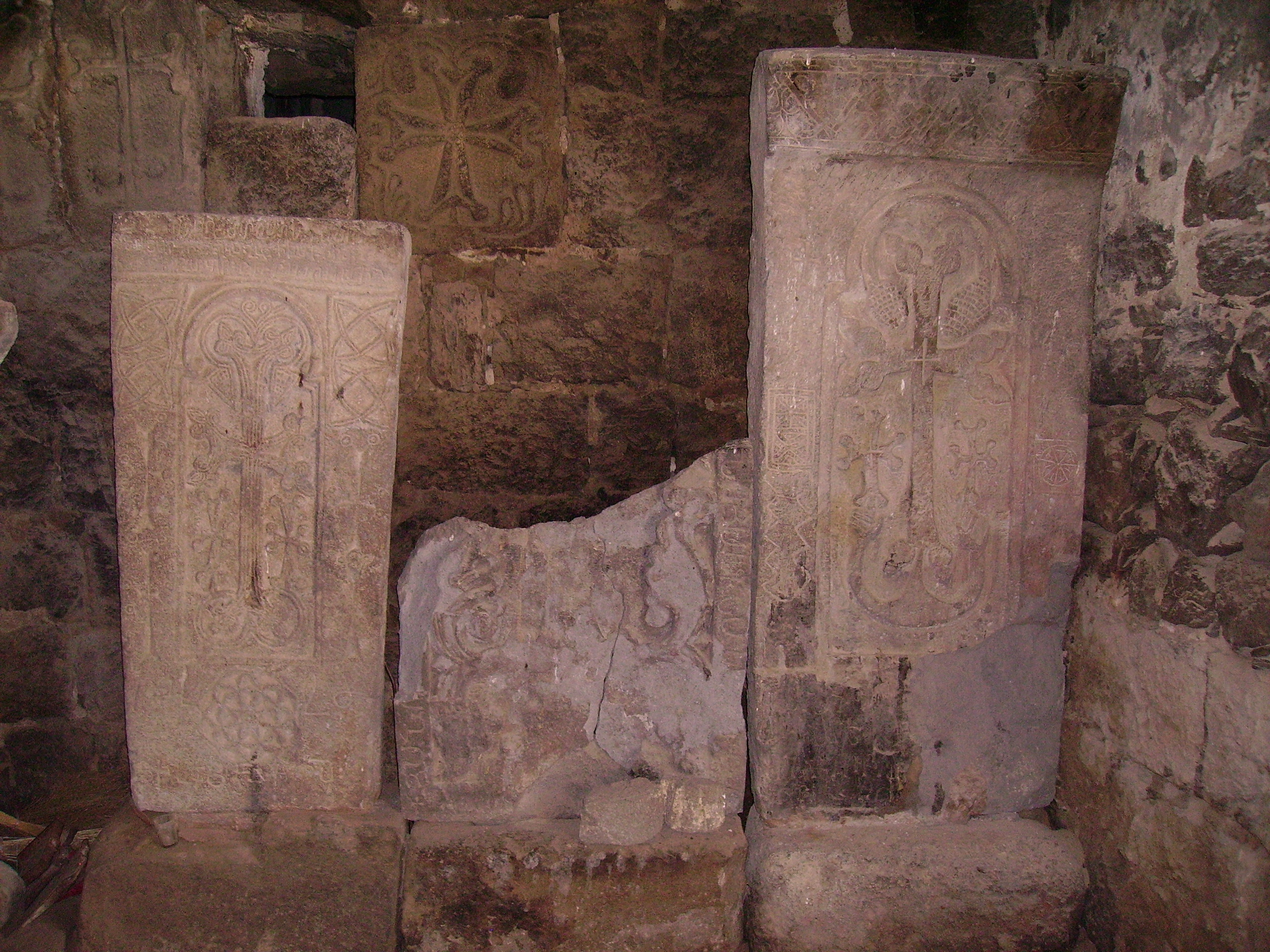
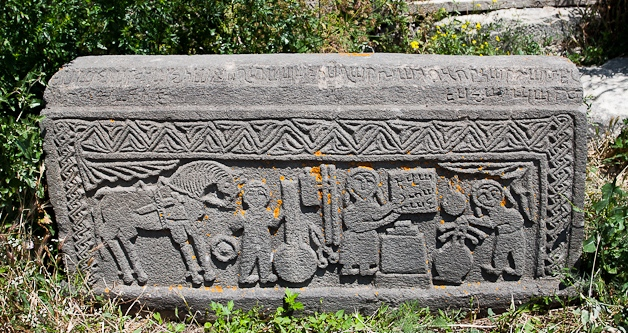
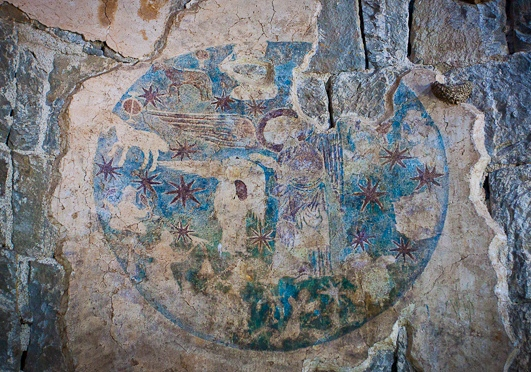